# Klaus Gotto

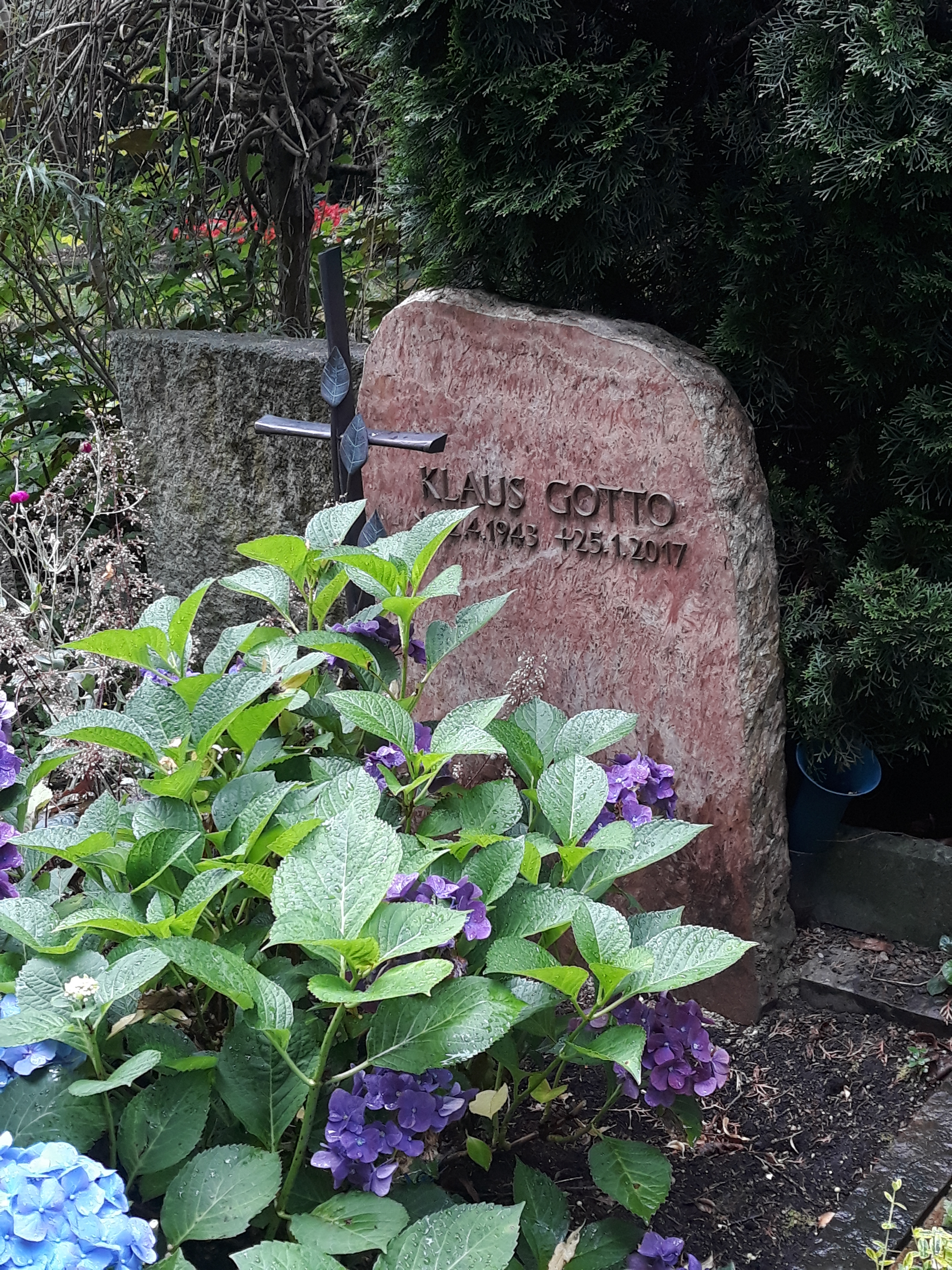
Das Grab von Klaus Gotto auf dem Burgfriedhof Bad Godesberg in Bonn

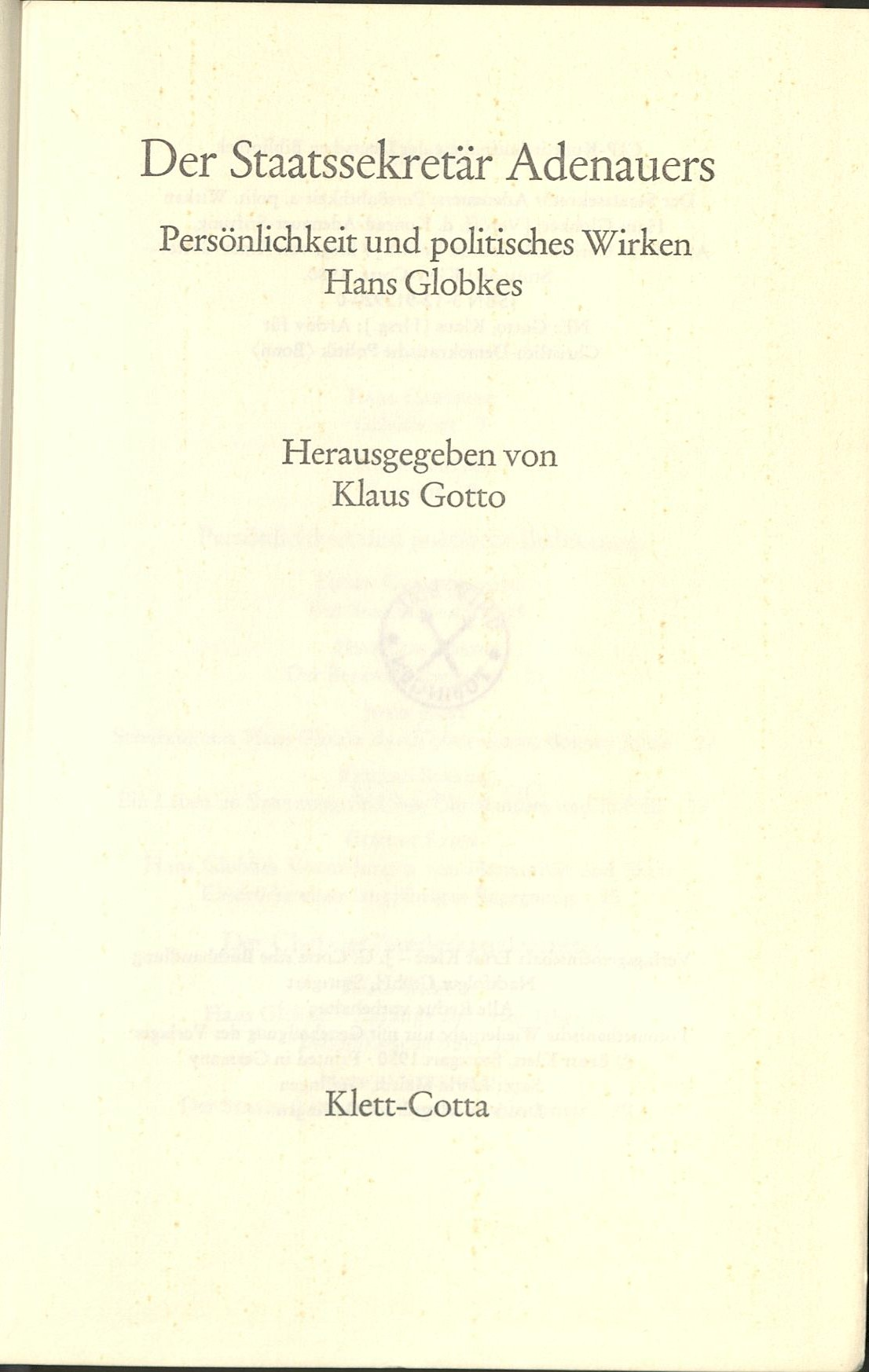
Hans Globke (1980)

Klaus Rudolf Gotto (* 22. April 1943 in Trier; † 25. Januar 2017 in Bonn) war ein deutscher Historiker und politischer Beamter.

## Leben
Gotto studierte Geschichte und Germanistik an der Universität des Saarlandes, promovierte 1969 bei Konrad Repgen und wurde wissenschaftlicher Mitarbeiter sowie Geschäftsführer der Kommission für Zeitgeschichte in Bonn. Er war seit 1976 der erste Leiter des Archivs für Christlich-demokratische Politik (ACDP) der Konrad-Adenauer-Stiftung in Sankt Augustin.
1989 wurde er Gruppenleiter für gesellschaftliche und politische Analysen im Bundeskanzleramt. Zu seinen Schwerpunkten gehörten hier die Museumsprojekte Deutsches Historisches Museum Berlin, Haus der Geschichte der Bundesrepublik Deutschland und Kunst- und Ausstellungshalle der Bundesrepublik Deutschland in Bonn sowie Gedenkstätten des Bundes, vor allem die Neue Wache in Berlin.
Vom Bundeskanzleramt wechselte Gotto 1993 ins Presse- und Informationsamt der Bundesregierung, wo er bis 1998 im Rang eines Ministerialdirektors Leiter der Inlandsabteilung war. Hier war die Öffentlichkeitsarbeit zur Einführung der europäischen Wirtschafts- und Währungsunion einer seiner Schwerpunkte.
Zuletzt war er Geschäftsführer der Politikberatungsfirma dimap consult.

## Schriften (Auswahl)

### Monografien
- Konrad Adenauer. Verlag Bonn Aktuell, Stuttgart 1988, ISBN 3-87959-323-X.
- mit Erich Kosthorst und Hartmut Soell: Deutschlandpolitik der Nachkriegsjahre. Zeitgeschichtliche und didaktische Ortsbestimmung. Schöningh, Paderborn 1976, ISBN 3-506-77441-7.
- Konrad Adenauer. Seine Deutschland- und Außenpolitik 1945–1963. Deutscher Taschenbuch-Verlag, München 1975, ISBN 3-423-01151-3 (Zuvor unselbständig publiziert).
- Die Wochenzeitung Junge Front / Michael. Eine Studie zum katholischen Selbstverständnis und zum Verhalten der jungen Kirche gegenüber dem Nationalsozialismus (= Veröffentlichungen der Kommission für Zeitgeschichte bei der Katholischen Akademie in Bayern. Reihe B: Forschungen. Bd. 8, ZDB-ID 846793-6). Matthias-Grünewald-Verlag, Mainz 1970 (Saarbrücken, Universität, Dissertation, 1969).

### Beiträge in Sammelwerken
- Klaus Gotto: Lenz, Otto. In: Neue Deutsche Biographie (NDB). Band 14, Duncker & Humblot, Berlin 1985, ISBN 3-428-00195-8, S. 233 f. (Digitalisat).

### Herausgeberschaften
- mit Hans-Otto Kleinmann und Reinhard Schreiner: Im Zentrum der Macht. Das Tagebuch von Staatssekretär Lenz. 1951–1953 (= Forschungen und Quellen zur Zeitgeschichte. Bd. 11). Droste, Düsseldorf 1988, ISBN 3-7700-0763-8.
- Von der Reformation zur Gegenwart. Beiträge zu Grundfragen der neuzeitlichen Geschichte. Schöningh, Paderborn u. a. 1988, ISBN 3-506-77207-4.
- mit Hans-Joachim Veen: Die Grünen. Partei wider Willen (= Studien zur politischen Bildung. Bd. 9). von Hase und Koehler, Mainz 1984, ISBN 3-7758-1090-0.
- Der Staatssekretär Adenauers. Persönlichkeit und politisches Wirken Hans Globkes. Klett-Cotta, Stuttgart 1980, ISBN 3-12-912920-0.
- mit Konrad Repgen: Kirche, Katholiken und Nationalsozialismus (= Topos-Taschenbücher. 96). Matthias-Grünewald-Verlag, Mainz 1980, ISBN 3-7867-0838-X.